# New Roads
New Roads település az Amerikai Egyesült Államok Louisiana államában, Pointe Coupee megyében, melynek megyeszékhelye is. Lakosainak száma 4549 fő (2020. április 1.).

## Népesség
A település népességének változása:

| 2010 | 4 831 |
| 2020 | 4 549 |